# سليلى
السُّلَيْلَى (بالإنجليزية: Obelion)‏ هي، في علم التشريح، مصطلح طبي يشير إلى النُقْطَةٌ عَلَى الدَّرْزِ السَّهْمِيِّ لِلقِحْف .

## وصلات خارجية
- صورة تظهر فيها السُّلَيْلَى (بالإنجليزية: Obelion)‏: رقم 15 في الصورة الثانية